# Трижилка
Трижилка (Antitrichia) — рід мохів родини левкодонтових, поширений космополітично.

## Види
Види:
- Antitrichia californica Sullivant
- Antitrichia curtipendula Bridel
- Antitrichia kilimandscharica Brotherus
- Antitrichia pseudocalifornia Kindb.